# ユリアン・ノール
ユリアン・ノール（Julian Knowle、1974年4月29日 - ）は、オーストリア出身の男子プロテニス選手。ダブルスの得意な選手として知られ、2007年全米オープン男子ダブルスでシーモン・アスペリンとペアを組んで優勝した。2004年ウィンブルドン選手権男子ダブルスでネナド・ジモニッチと組んだ準優勝もある。ATPツアーでシングルスの優勝はないが、ダブルスで13勝を挙げている。フォアハンド・ストローク、バックハンド・ストロークともに両手打ちで、左利きの選手。自己最高ランキングはシングルス86位、ダブルス6位。日本語では「ジュリアン・ノウル」の表記も多く見られる。

## 経歴
父親が時計販売員、母親は健康温泉経営者という家庭に生まれ、6歳からテニスを始めた。1992年に18歳でプロ入りしたが、彼は男子ツアー下部組織の大会群で長い下積み生活を送り、プロ入りから9年後の2001年にようやくATPツアーの大会にデビューを果たす。彼の4大大会初出場は、ダブルスが2001年全仏オープンで、シングルスは同年のウィンブルドン選手権であった。ノールの4大大会シングルス自己最高成績は、2002年ウィンブルドン選手権の3回戦進出で、この試合では第1シードのレイトン・ヒューイットに2-6, 1-6, 3-6のストレートで完敗した。2005年8月のグラーツ・チャレンジャーを最後に、彼はすべてのシングルス出場から撤退し、得意のダブルスに専念するようになる。
ノールは4大大会初出場だった2001年全仏オープン男子ダブルス3回戦進出から始まり、ツアー大会でダブルスを得意にしてきた。2002年に男子ツアーのダブルスで年間2勝を挙げ、この分野で躍進を始める。2004年ウィンブルドン選手権男子ダブルスで、ネナド・ジモニッチと組んで初めての決勝に進出したが、ウィンブルドン選手権男子ダブルス3連覇を狙ったトッド・ウッドブリッジ/ヨナス・ビョルクマン組に1-6, 4-6, 6-4, 4-6で敗れ、最初のチャンスを逃した。2005年全仏オープン男子ダブルスで、同じオーストリアのユルゲン・メルツァーと組んでベスト8に入る。ノールとメルツァーは、2007年春まで大部分のトーナメントでコンビを組んだ。
2007年4月のモンテカルロ・マスターズで、ノールは初めてシーモン・アスペリンと組んだ。これを契機にアスペリンと組む機会が増え、2007年全米オープンで4大大会男子ダブルス初優勝を決めた。2人は全米決勝でルーカス・ドロウヒー/パベル・ビズネル組を7-5, 6-4で破り、ノールは2004年ウィンブルドン選手権以来のチャンスをものにした。優勝した時はノールとアスペリンの両選手とも33歳で、遅い年齢での優勝だった。ノールとアスペリンは2008年末までペアを組み続けたが、同年10月末のパリ・マスターズを最後にペアを解消した。
2008年北京五輪で、ノールは34歳にして初のオリンピック代表選手に選ばれた。オーストリア代表選手としてユルゲン・メルツァーと組み、男子ダブルス2回戦でアメリカ代表のブライアン兄弟に6-7, 4-6で敗れた。2009年、メルツァーとのペアで年間2勝を挙げた。